# Ligne M1 du métro de Lausanne
Pour les articles homonymes, voir M1.
La ligne M1 du métro de Lausanne est l'une des deux lignes du métro de Lausanne. Cette ligne de métro léger, ouverte en 1991, relie aujourd'hui la station Lausanne-Flon à l'est, à la station Renens-Gare, à l'ouest. Avec une longueur de 7,79 kilomètres, elle constitue une voie de communication est-ouest majeure pour la ville, bien qu'étant la moins fréquentée des deux lignes du réseau avec 15,2 millions de voyageurs en 2024, elle dessert le campus de Dorigny où se situent l'UNIL et l'EPFL.
Elle a été construite afin de desservir le campus de Dorigny et est exploitée jusqu'en 2000 sous l'appellation de « TSOL », acronyme de Tramway du sud-ouest lausannois, cette abréviation est encore largement employée par les utilisateurs de la ligne, tout comme « Métro Ouest ».

## Histoire

### Chronologie
- 1970, ouverture des premiers bâtiments du campus de Dorigny et mise en place d'une desserte par autobus ;
- 1979/1980, l'UNIL et l'EPFL demandent au canton de Vaud de lancer une étude, première évocation d'une desserte ferroviaire ;
- 1981, définition de deux hypothèses de tracé ;
- 1983, les études privilégient l'option métro léger ;
- 1984, les autorités cantonales retiennent cette seule option ;
- 1985, choix du tracé et en avril choix définitif du mode de transport, le métro léger ;
- 1988, début des travaux ;
- 24 mai 1991, inauguration de la ligne ;
- 2 juin 1991, mise en service commerciale du TSOL (Tramway du sud-ouest lausannois) ;
- octobre 2000, la ligne est rebaptisée M1.

### Comment desservir le campus de Dorigny?

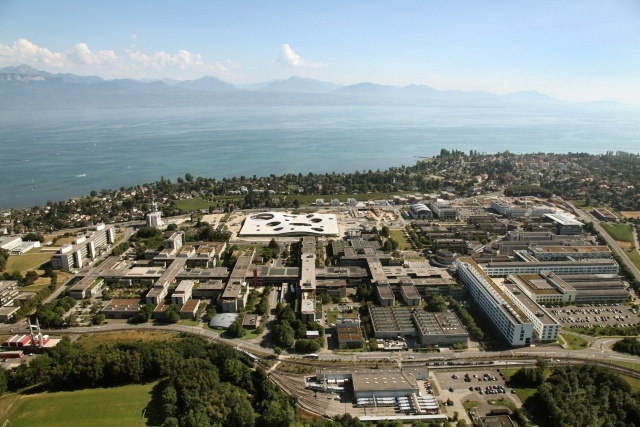
Vue aérienne (2009) de l'École polytechnique fédérale de Lausanne (EPFL), qui forme avec l'université de Lausanne (UNIL) un vaste campus à proximité du lac Léman.

L'année 1968 voit la création de l'École polytechnique fédérale de Lausanne (EPFL) par transformation de l'EPUL. Cette transformation s'accompagne d'un transfert de la plupart des facultés sur le site de Dorigny, terrain agricole situé sur la commune d'Écublens, ainsi que du transfert sur le même site de l'université de Lausanne (UNIL),. Le premier bâtiment est inauguré deux ans plus tard et les Transports publics de la région lausannoise mettent en place des services spéciaux par autobus, l'un depuis la gare de Lausanne, l'autre depuis la place du tunnel.
Très rapidement, cette desserte s'avère inadaptée et en 1972 le Conseil fédéral suggère la mise en place d'un « nouveau système de transport pour desservir les Hautes Ecoles ». L'année suivante, les TL prolongent la ligne de bus 18 (Lausanne-Flon, UNIL/EPFL, Chavannes) pour desservir le site universitaire, tandis que la ligne 19 assurait une liaison entre le Flon et la gare de Renens,, mais cela ne suffit pas à pallier le manque de transport en commun, poussant la plupart des membres du personnel et les étudiants des hautes écoles à prendre de plus en plus la voiture. Cette situation pousse les décideurs à lancer, entre 1973 et 1983, une réflexion sur la desserte en transports en commun de l'Ouest lausannois.
En 1979/1980, l'université et l'école polytechnique demandent aux autorités cantonales de lancer une étude sur les transports en commun dans l'Ouest lausannois, afin de les mettre en adéquation avec la hausse constante de la population sur le campus (2 000 personnes dans les années 1970, 8 000 en 1985). La mise en place d'une ligne de chemin de fer est évoquée.
C'est l'Institut des Transports et de Planification de l'École Polytechnique (ITEP) qui est chargé de la pré-étude sur la faisabilité d'un tel projet. En 1981, il en ressort deux possibilités. La première, nommée Littorail, prévoit de longer le lac Léman depuis Ouchy jusqu'à Dorigny, puis d'étendre la ligne soit en direction de la gare de Morges ou de celle de Renens. La seconde, nommée Flonrail, prévoit de relier Dorigny à la gare du Flon. Là aussi, une extension de la ligne vers la gare de Morges ou celle de Renens est prévue.

### Choix du métro léger et construction
En 1983, le Conseil d'État du canton de Vaud lance une étude à ce sujet, confiée au professeur Philippe Bovy de l'EPFL, dont l'objectif est de « concevoir un projet qui permette d’accroître substantiellement la qualité et la capacité des transports collectifs au bénéfice conjoint de la population et des usagers des Hautes Écoles » et dont il ressort en décembre de la même année que la solution « tramway » est préférable, parmi 13 hypothèses, dont une ligne de trolleybus dont 35 % du trajet aurait lieu en site propre,. Le projet, dont le financement est public, inquiète quant à son coût élevé, tandis que l'exploitation de la ligne sera confiée aux TL. Le projet TSOL est directement inspiré du tramway d'Utrecht (désigné localement comme Sneltram, traduisible par métro léger) inauguré en 1983.
Au printemps 1984, les consultations des instances concernées par le Conseil d'État poussent ce dernier à n'étudier que la seule hypothèse tramway/métro léger. En avril 1985, à l'issue de la seconde phase d'études, le choix du tramway/métro léger est validé, tout comme le tracé Flonrail qui est retenu en 1985 et dont le tracé est protégé depuis 1984,, tandis qu'une subvention cantonale est votée à l'unanimité. Ainsi, en 1986, une concession de 50 ans est délivrée par la confédération, l'OFT délivre le permis de construire l'année suivante, tandis que les quatre communes traversées (Chavannes-près-Renens, Écublens, Lausanne et Renens) accordent leur participation financière. Le métro léger est officiellement annoncé en 1987. Les travaux commencent durant le printemps 1988,,. Le 27 septembre 1988, la société Tramway du Sud-Ouest Lausannois SA est fondée avec un capital de 53,5 millions de CHF. À cette époque, un embranchement en direction de la gare de Morges, long de 6,8 km et comportant 9 stations, est toujours prévu. Il ne sera jamais réalisé, tandis que le coût du projet est renchéri à près de 200 millions de francs par rapport aux estimations de base. Le percement du tunnel du Flon est officiellement achevé le 17 juillet 1990. Une ligne nommée TSEL (Tramway du sud-est lausannois) reliant Lausanne-Flon à la gare de Pully est aussi envisagée, mais n'a là aussi jamais vu le jour.

### Mise en service
Après plusieurs retards dans les travaux de construction de la ligne, l'ouverture était initialement prévue à l'automne 1990, les phases d'essais débutent à la fin de l'année 1990. La première course officielle a lieu le 20 avril 1990 avec l'automotrice no 202 en traction thermique de la gare de Renens jusqu'à la Bourdonnette et la première mise sous tension de la ligne de contact a lieu le 16 juillet 1990 sur le même tronçon de la ligne. Cette dernière est officiellement inaugurée le 24 mai 1991 avec la présence du conseiller fédéral Adolf Ogi où plus de 100 000 personnes assistent à l’événement qui dure jusqu'au 26 mai 1991, et est finalement mise en exploitation le 2 juin 1991,,. L'inauguration a lieu très exactement 10 000 jours après la suppression de l'ultime ligne de l'ancien tramway de Lausanne en 1964.

### Exploitation

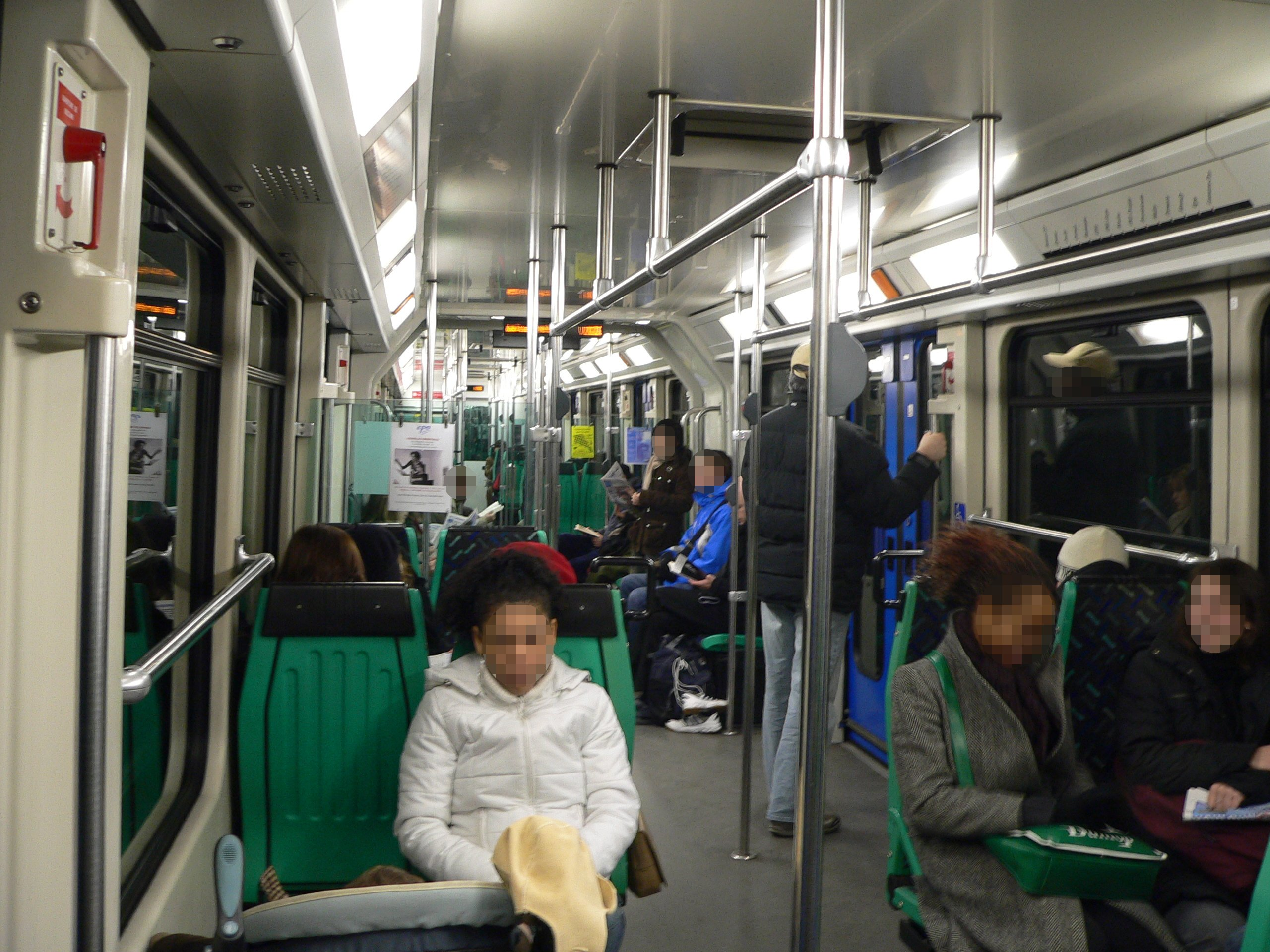
Intérieur d'une rame.

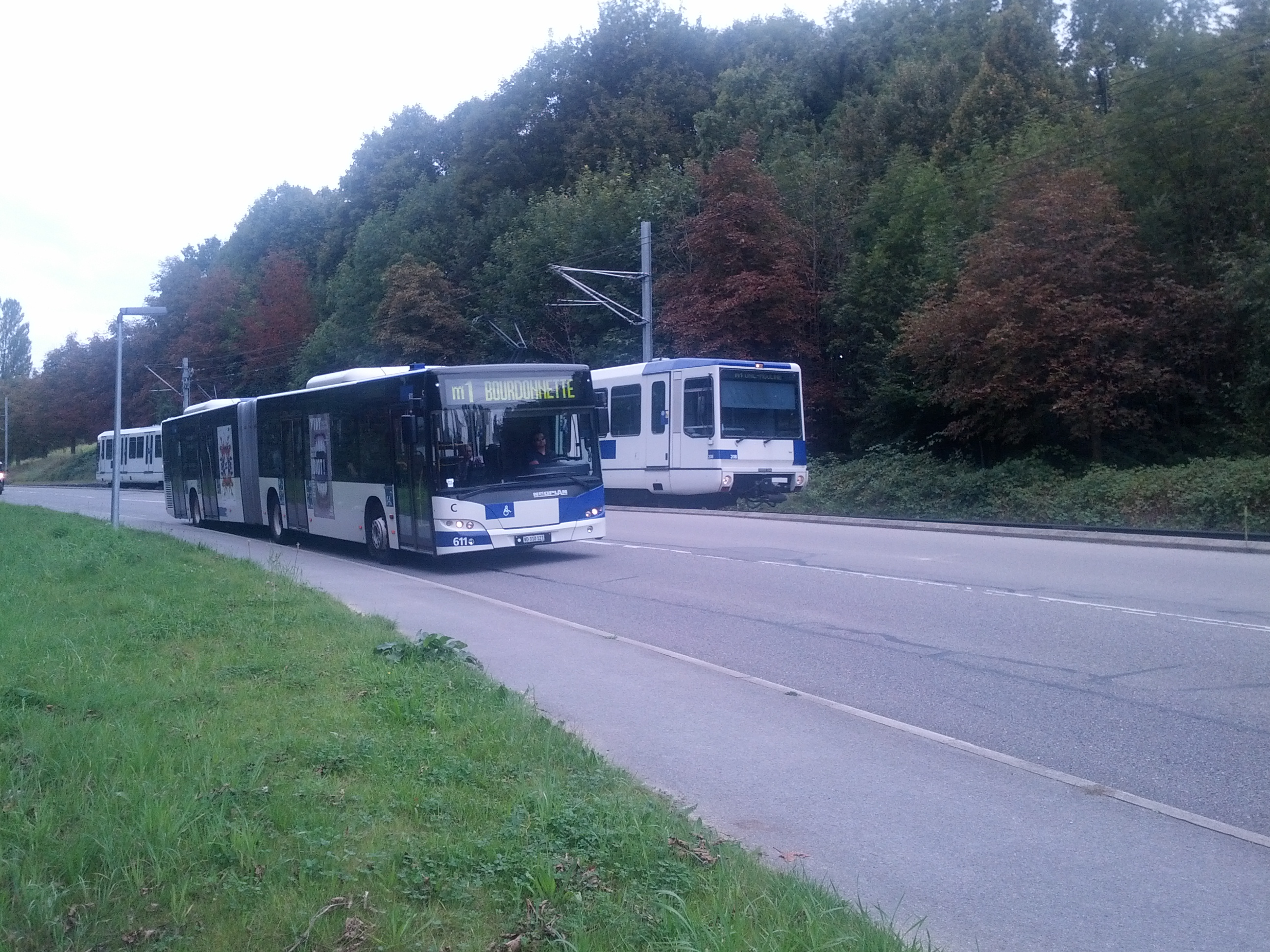
La navette Métrobus durant l'interruption de trafic de septembre 2014.

Dès le début, la ligne est exploitée à l'horaire cadencé toutes les dix minutes la journée et au quart d'heure en soirée. Le samedi, le cadencement est porté un intervalle de douze minutes et vingt le dimanche. La première année d'exploitation, 7,4 millions d'usagers voyagent sur la ligne. L'usage du métro est tel que la saturation de la ligne est vite atteinte. Vient alors l'idée de faire circuler les rames du métro sur la ligne ferroviaire des CFF entre les gares de Renens et Lausanne. Or les rames du TSOL sont électriquement incompatibles avec le réseau des CFF. C'est pourquoi des rames bimode du Stadtbahn de Karlsruhe compatibles avec le réseau électrique des CFF et des TL circulent sur ces lignes en 1992. Cette solution ne sera finalement pas poursuivie. En 1994, les deux rames de réserve sont utilisées en heures de pointe pour des doublages.
En 1992 la ligne totalise 8,2 millions de voyageurs, ce qui est un grand succès de fréquentation,.La ligne est aussi confrontée à des problèmes de sécurité, aux passages à niveau et aux traversées piétonnes, obligeant dès 1992, à équiper les passages à niveau de barrières automatiques permettant l'augmentation de la vitesse maximale sur plusieurs tronçons de la ligne. Enfin, des rectifications du rayon de certaines courbes ont été effectuées de façon à augmenter là aussi la vitesse des rames.
Trois années plus tard, en 1995, avec l'arrivée de cinq nouvelles automotrices, le cadencement est augmenté et le délai entre deux trains est réduit à 7,5 min.
Le nombre de voyageurs augmentant et dans le but de fluidifier le trafic, en 1997, l'intervalle entre deux trains en semaines est de 10 minutes et 5 minutes aux heures de forte affluence. Cette même année, plusieurs travaux de réfections sont entrepris. Le rayon des courbes, notamment pour les aiguillages, est augmenté aux abords des stations afin de permettre une circulation plus rapide et un meilleur confort. La ligne de cuivre d'origine de la caténaire est remplacée par une ligne de contact en alliage de cuivre et d'argent d'une section de 120 mm2 et d'un fil en cuivre de 150 mm2 pour le câble porteur.
En 1999 survient la première révision des automotrices aux ateliers de Villeneuve. En octobre 2000, la ligne TSOL est officiellement renommée M1, en prévision de la transformation en métro du Lausanne-Ouchy, qui deviendra le M2 en 2008.
En 2005, face à la saturation chronique de la ligne, l'UNIL et l'EPFL décalent les horaires de débuts des cours afin de gagner 20 % de capacité.
En 2008 10,0 millions d'usagers voyagent sur la ligne du M1. Le poste de commande de la ligne est déménagé sur le site de Perrelet, tandis que l'appellation TSOL disparaît définitivement de la signalétique.
En 2012, la société TSOL SA, détentrice de la concession, est radiée du registre du commerce, ses actifs sont repris par les TL.
En août 2014, la ligne est restée fermée durant plusieurs semaines en raison d'un court-circuit à la station UNIL-Dorigny, durant une interruption de trafic planifiée pour cause de travaux, ayant provoqué un incendie qui a endommagé les installations électriques de la ligne ainsi qu'un câble de Fibre optique de l'opérateur Sunrise.
En 2018, 13,896 millions d'usagers voyagent sur la ligne du M1.

### Coût et financement
La ligne aura coûté au total, infrastructures et matériel roulant compris, près de 192 millions de francs, financés de la façon suivante :
- Canton de Vaud : 47 % ;
- Confédération suisse : 30 % ;
- Communes de Chavannes-près-Renens, Écublens, Lausanne et Renens : 11 % ;
- Tramway du Sud-Ouest Lausannois SA : 7 % ;
- Transports publics de la région lausannoise : 5 %.

Un kilomètre de ligne a coûté 24,5 millions de francs, soit un prix comparable aux projets français de l'époque (pour comparer, la ligne 1 du tramway de Nantes a un coût kilométrique de 18 millions de francs, tandis que pour le « métro » de Rouen, souterrain en centre-ville comme le TSOL, ce coût monte à 43 millions de francs),. Les nombreuses contraintes financières de l'époque ont encore un impact sur la ligne, qui a été construite à voie unique et compte de nombreux passages à niveau qui pénalisent l'exploitation.

### Tramway ou métro?
Officiellement décrite par les Transports publics de la région lausannoise (TL) comme un « métro léger », la ligne a, au fil du temps, été aussi bien assimilée à un tramway — Le nom d'origine du M1 étant « Tramway du sud-ouest lausannois » —, à un train (les TL Bem 4/6 ont un matériel dérivé, les CFF Bem 550 utilisées sur la Ligne Genève - Bellegarde et la ligne est équipée d'une caténaire à l'instar de la plupart des lignes du réseau national) ou à un métro, en raison de son appellation commerciale. Ses principales caractéristiques techniques et l'existence de passages à niveau assimile cette ligne à un métro léger.

## Tracé et stations

### Tracé

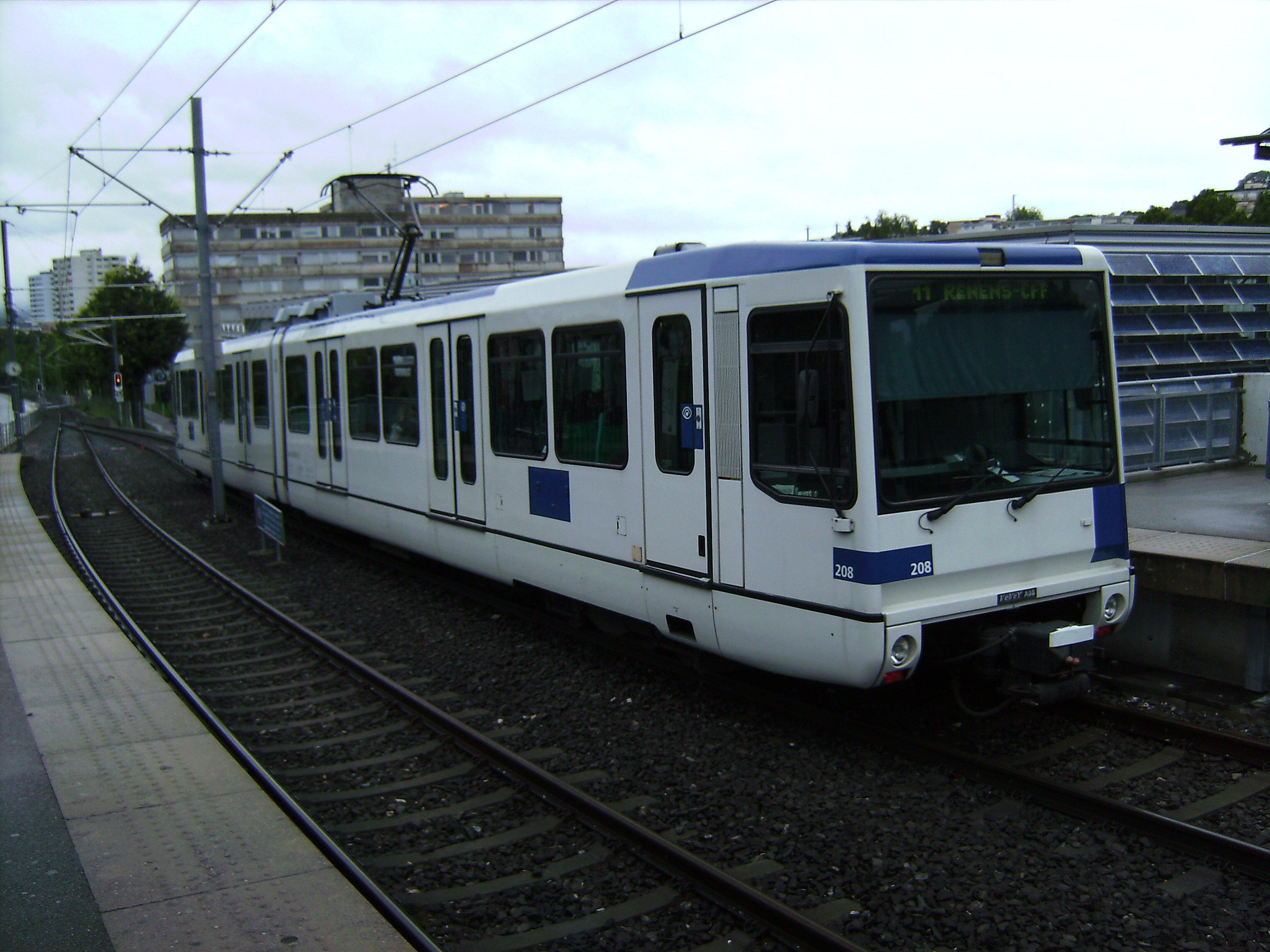
Automotrice Bem 4/6 558 208-5 à la station de Montelly au départ pour Renens-Gare.

La ligne, longue de 7,79 km est orientée est-ouest et relie le centre-ville de Lausanne aux hautes écoles implantées sur les sites attenants de Dorigny pour l'UNIL et d'Écublens pour l'EPFL ainsi qu'à la ville de Renens à l'ouest de l'agglomération. Elle est alimentée sous une tension de 750 V en courant continu par une caténaire.
La pente maximale est de 60 ‰. La vitesse commerciale est de 25 km/h, pour une vitesse maximale de 70 km/h. À l'exception de deux tronçons souterrains, le tunnel du Flon et la tranchée couverte de Malley totalisant 754,7 mètres de long, la ligne est majoritairement aérienne.
La ligne naît à la station Lausanne-Flon, contiguë à la gare du Flon, au centre-ville de Lausanne. Elle est entièrement souterraine jusqu'à la station Vigie. Il s'agit du plus long tunnel de la ligne avec une longueur de 404,7 m. Ce tunnel est en rampe de 6 ‰. Les 69 premiers mètres sont à voie double et arrivent sur un branchement ramenant la ligne à une voie. Les 234 mètres suivants sont donc à voie unique, puis à nouveau un branchement ramène la ligne à deux voies sur 70 m. Ce tronçon est en rampe de 60 ‰. Les 31,7 m restant, arrivant à la station Vigie, sont à double voie.
Après la station Vigie, la ligne franchit un premier passage à niveau. Puis, la ligne emprunte le pont de l'EPSIC de 194 m de long et en pente moyenne de 47,6 ‰. Ce pont passe à côté de l'École romande d'arts et communication (ERACOM) et de l'École professionnelle pour les métiers de l'industrie et de l'artisanat (EPSIC), ainsi qu'à une certaine distance du gymnase de Sévelin. La ligne continue sur le viaduc de Sévelin long de 227 m dont la pente varie entre 5 et 60 ‰. La fin du viaduc arrive sur la station de Montelly où se trouve la première sous-station électrique. De là, la ligne croise l'avenue de Provence par un passage à niveau avant d'arriver à la station du même nom. Cette station est la première des trois haltes à voie unique. Puis la ligne franchit le chemin de Malley par deux passages à niveau rapprochés avant d'arriver dans une courte rampe de 60 ‰. Elle arrive alors sur un passage à niveau qui croise le chemin de la Prairie avant d'arriver à la station Malley. De là, la ligne est en tranchée couverte dite de Malley sur 350 m avant d'arriver sur une trémie de 135 m de long qui arrive sur un passage à niveau. Puis la ligne longe l'avenue du Chablais où elle passe sur deux passages à niveau en croisant d'abord la rue du Lac puis la route de Chavannes. La ligne arrive alors à la station de la Bourdonnette où se trouve la deuxième sous-station électrique.
De là, la ligne surpasse la route européenne 23 par le pont de la Bourdonnette de 195,2 m de long puis, par un passage à niveau, elle croise la route de la Chamberonne et arrive à la station UNIL-Chamberonne. La ligne quitte alors la ville de Lausanne et entre alors sur le territoire de la commune de Chavannes-près-Renens. La ligne continue et franchit par un long passage à niveau le carrefour de la Mouline et arrive à la station UNIL-Mouline. Il s'agit du point le plus bas de la ligne à une altitude de 384,8 m. Immédiatement après la station, la ligne franchit un passage à niveau pour piéton et passe au-dessus de la Mèbre et longe la route de la Sorge. Elle croise alors la route de Praz Véguey et franchit la Sorge avant d'arriver à la station d'UNIL-Sorge, la deuxième à voie unique. Elle entre alors sur le territoire de la commune d'Écublens. La ligne franchit alors un petit passage à niveau coupant une route privée donnant accès à la station électrique de secours de l'EPFL. De là, la ligne est à voie double jusqu'à la station EPFL attenante au dépôt. Ce dernier comporte 1 voie de garage pour les véhicules de service ; cinq voies de garages en plein air pour les automotrices ainsi que 4 voies donnant accès aux halles couvertes dont 3 pour l'entretien des véhicules et 1 pour le lavage. à cet endroit se trouve aussi la troisième et dernière sous-station électrique de la ligne.
Après la station EPFL, la ligne franchit une courbe en voie double de 80 mètres de rayon. Elle arrive alors à la station Bassenges qui est la troisième et dernière de la ligne à voie unique. De là, la ligne longe presque jusqu'à sa fin l'avenue du Tir-Fédéral et arrive à la station Cerisaie. Ces deux stations ne sont séparées que de 350 m et il s'agit là de la distance la plus courte entre deux haltes sur l'ensemble de la ligne. La station de Bassenges se trouve au point kilométrique 5,720 et la station de Cerisaie au point kilométrique 6,070. Cette dernière est entourée de deux passages à niveau
De là, la ligne croise le chemin de Champ-Fleuri ainsi que celui des Cèdres avant d'arriver à la station Crochy. Elle passe alors sur le pont du Tir-Fédéral qui fait à nouveau franchir la ligne au-dessus de la route européenne 23. Ce pont est long de 108,4 m. La ligne franchit alors par deux fois l'avenue du Tir-Fédéral et longe alors la route du Pont-Bleu avant d'arriver à la station d'Épenex.
La ligne franchit alors une rampe de 60 ‰ avant d'arriver sur un dernier ouvrage d'art, le pont d'Épenex, puis atteint son terminus, la station Renens-Gare, au cœur de la gare de Renens. Ce dernier ouvrage d'art est un viaduc en courbe de rayon de 80 m avec une rampe de 50 ‰. Ce viaduc mesure 90 m de long. À la gare de Renens, la ligne est connectée au réseau de chemins de fer des CFF.

### Liste des stations
La distance moyenne entre les stations est de 550 mètres.
Les stations de métro de la ligne sont présentées d'est en ouest :
|  |   |  | Stations         | Coordonnées                 | Communes (quartiers)                       | Correspondances                                      |
|  | - |  | ---------------- | --------------------------- | ------------------------------------------ | ---------------------------------------------------- |
|  | ■ |  | Lausanne-Flon    | 46° 31′ 14″ N, 6° 37′ 49″ E | Lausanne (Centre)                          | (Gare de Lausanne-Flon)                              |
|  | • |  | Vigie            | 46° 31′ 18″ N, 6° 37′ 24″ E | Lausanne (Centre)                          |                                                      |
|  | • |  | Montelly         | 46° 31′ 19″ N, 6° 36′ 48″ E | Lausanne (Sébeillon/Malley)                |                                                      |
|  | • |  | Provence         | 46° 31′ 24″ N, 6° 36′ 31″ E | Lausanne (Sébeillon/Malley)                |                                                      |
|  | • |  | Malley           | 46° 31′ 27″ N, 6° 36′ 11″ E | Lausanne (Sébeillon/Malley)                | RER Vaud : R1 R3 R4 Liaisons nationales (à distance) |
|  | • |  | Bourdonnette     | 46° 31′ 24″ N, 6° 35′ 25″ E | Lausanne (Montoie/Bourdonnette)            | Parc relais                                          |
|  | • |  | UNIL-Chamberonne | 46° 31′ 27″ N, 6° 35′ 05″ E | Chavannes-près-Renens (Chamberonne)        |                                                      |
|  | • |  | UNIL-Mouline     | 46° 31′ 30″ N, 6° 34′ 45″ E | Chavannes-près-Renens (Mouline, Centre)    |                                                      |
|  | • |  | UNIL-Sorge       | 46° 31′ 20″ N, 6° 34′ 23″ E | Écublens (Sorge)                           |                                                      |
|  | • |  | EPFL             | 46° 31′ 20″ N, 6° 33′ 58″ E | Écublens (EPFL)                            |                                                      |
|  | • |  | Bassenges        | 46° 31′ 30″ N, 6° 33′ 53″ E | Écublens (Bassenges)                       |                                                      |
|  | • |  | Cerisaie         | 46° 31′ 40″ N, 6° 34′ 00″ E | Écublens (Cerisaie), Chavannes-près-Renens |                                                      |
|  | • |  | Crochy           | 46° 31′ 58″ N, 6° 34′ 12″ E | Écublens (Crochy), Chavannes-près-Renens   |                                                      |
|  | • |  | Epenex           | 46° 32′ 15″ N, 6° 34′ 25″ E | Écublens (Épenex)                          |                                                      |
|  | ■ |  | Renens-Gare      | 46° 32′ 15″ N, 6° 34′ 41″ E | Renens (Centre)                            | RER Vaud : R1 R2 R3 R4 R5 Liaisons nationales        |

(Les stations en gras servent de départ ou de terminus à certaines missions)

### Aménagement des stations

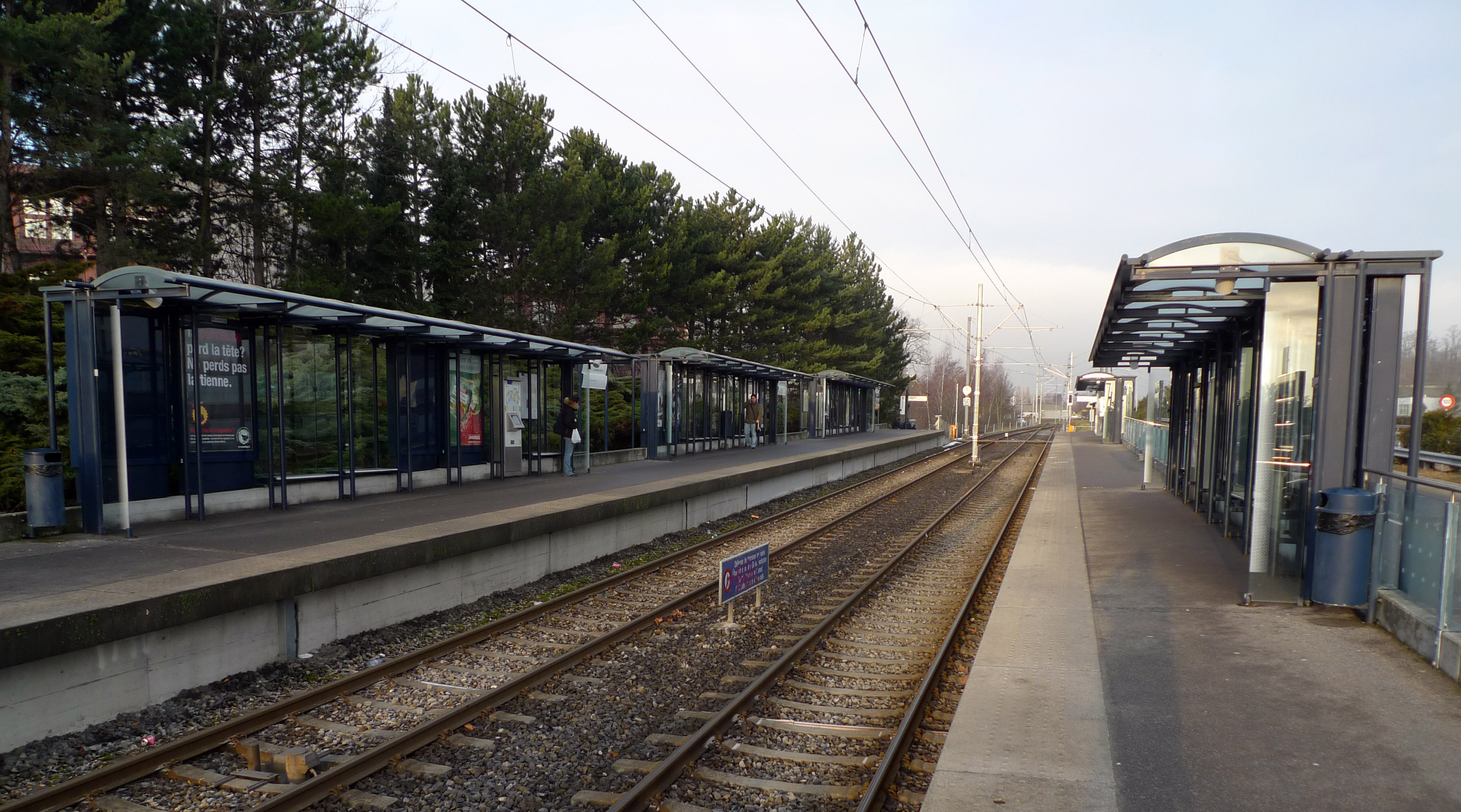
Vue d'ensemble de la station UNIL-Chamberonne.

La ligne M1 compte quinze stations, dont trois souterraines et sont construites sur le même modèle et, à l'exception des trois stations de Provence, UNIL-Sorge et Bassenges, sont toutes en voie double afin de permettre aux trains de se croiser. Les quais sont à une hauteur de 95 cm afin de permettre d'accéder de plain-pied au plancher des Bem 4/6. Ils sont longs de 65 m, ce qui permet d'accueillir des compositions formées de deux automotrices couplées. Certaines stations ne sont pas accessibles aux personnes à mobilité réduite, il s'agit de Bourdonnette et Montelly en direction de Lausanne-Flon et de Malley en direction de la gare de Renens,.
Les deux stations terminus des gares de Lausanne-Flon et de Renens utilisent la « solution espagnole » afin d'accélérer l'embarquement et le débarquement des passagers. À l'exception des stations couvertes de Vigie et de Malley ainsi que des stations terminus de Lausanne-Flon et de Renens-Gare, toutes les stations ne sont pourvues que de simples aubettes pour attendre les trains. Toutes les stations sont équipées de distributeurs automatiques de titres de transport identiques à ceux présents sur l'ensemble du réseau des TL.
Trois stations ont changé de nom au fil du temps : Chauderon a été rebaptisée Vigie (date inconnue), Mouline est devenue UNIL-Mouline le 12 décembre 2010 et UNIL-Dorigny est renommée UNIL-Chamberonne le 3 juillet 2017.
Lors de l'été 2013, du 22 juillet au 25 août, la station EPFL est rénovée avec la construction annexe du Swiss Tech Convention Center de l'École polytechnique fédérale de Lausanne,. Elle dispose désormais d'un quai propre à chaque voie pour Renens-Gare et Lausanne-Flon respectivement afin de mieux absorber l'important flux de voyageurs usagers de cette station. Des travaux sont toutefois déjà entrepris au printemps de la même année dans le but de pouvoir faciliter ceux de l'été. Un centre commercial attenant au quai de la voie 1 est construit en même temps. Les travaux impliquent entre autres la réduction de la cadence du métro à 10 minutes, voire une interruption total de la circulation sur le tronçon Renens VD – UNIL Mouline,. La nouvelle station, fonctionnelle mais pas encore pleinement terminée, est mise en service le 26 août 2013,. Le passage à niveau situé en bout des quais à l'est de la station est supprimé pour être remplacé par un passage sur voies doté d'escaliers et d'un ascenseur pour les personnes à mobilité réduites. La pose de la passerelle, amenée par camion en convoi exceptionnel de par sa largeur, a lieu les 4 et 5 octobre 2013.
Entre le 1er mai et le 5 novembre 2017, neuf stations voient leurs équipements rénovés (bornes d'information, nouvel éclairage, etc.) : Provence, Bourdonnette, [UNIL-Chamberonne, UNIL-Mouline, UNIL-Sorge, Bassenges, Cerisaie, Crochy et Epenex. Si pour les stations possédant deux voies les travaux se font de façon à ne neutraliser qu'une voie à la fois, pour les trois stations n'en possédant qu'une (Bassenges, UNIL-Sorge et Provence), une fermeture totale est nécessaire, chaque rénovation dure un mois environ.
La fréquence de passage varie de 5 à 15 minutes selon les heures et est limitée actuellement par la capacité limitée de la ligne construite à voie unique. Les métros ne peuvent dès lors se croiser que dans les stations qui comportent deux voies.
L'autre défaut de ce choix de construction est le manque d'absorption des retards. Ainsi une rame retenue à une station ne serait-ce qu'une minute entraînera un retard équivalent pour la rame en attente à la station suivante mais circulant dans la direction opposée.

### Ateliers

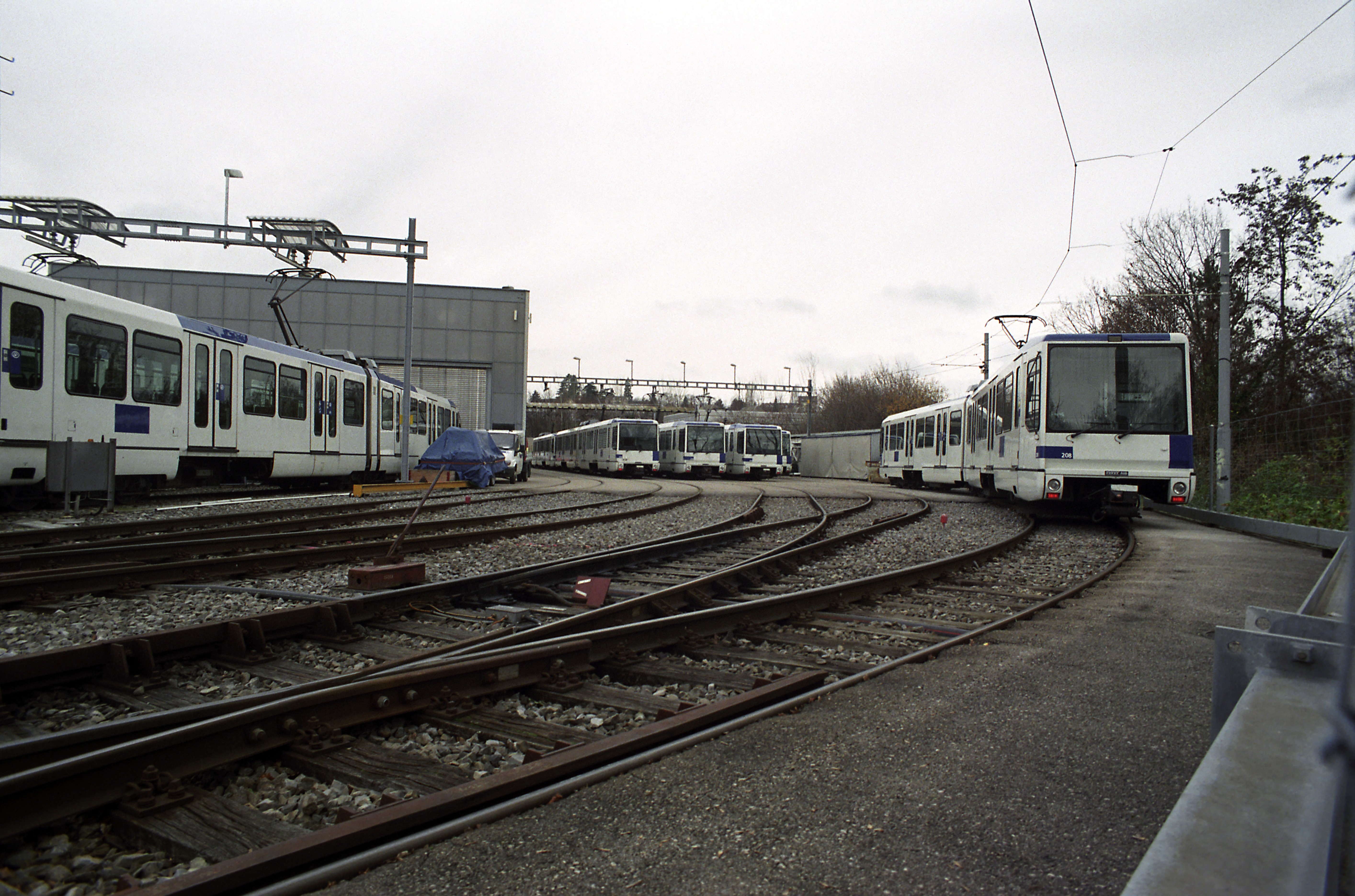
Rames garées au garage-atelier.

L'entretien, la maintenance lourde et la révision régulière du matériel de la ligne M1 se déroule au Garage-atelier d'Écublens, géographiquement proche de la station EPFL. Il est composé de seize voies de garage (A1 à A15 et A2bis), dont deux non électrifiées numérotées A2bis et A10, la seconde servant à garer le matériel de service, et quatre voies couvertes A1 à A4, la première étant équipée d'une fosse et d'équipements de peinture et pour finir la voie A15 sert au lavage des rames. Les voies A10 à A15 ne sont pas d'origine et ont été construites ultérieurement.
Le site est raccordé de façon que les trains puissent y accéder sans rebrousser depuis Lausanne, en revanche ils doivent rebrousser et traverser la station EPFL en contre-voie pour y accéder depuis Renens.

## Exploitation

### Desserte
Selon l'horaire en date du 10 décembre 2017.
La ligne fonctionne du lundi au samedi de 5 h 15 à 0 h 45 du matin et les dimanches et fêtes de 5 h 50 à 0 h 45 du matin,. Le parcours complet demande 19 minutes,.
Aux heures de pointe en semaine, hors périodes de vacances universitaires, des services partiels sont intercalés à raison d'une rame sur deux environ, du Flon à la station UNIL-Sorge et de Renens-Gare à la station EPFL ; de même en début et fin de service, les trois premiers et derniers services sont systématiquement limités car les rames entrent ou sortent du dépôt à ces services,.
Aux heures de pointe en semaine, la fréquence est d'environ 5 minutes contre 7,5 minutes en heures creuses et durant les vacances universitaires en journée et 10 minutes tôt le matin et le soir,. Le samedi, elle est de 10 minutes en journée et de 12 minutes en matinée et en soirée et les dimanches et fêtes de 15 minutes le matin, 10 minutes en journée et 12 minutes le soir,.

### Signalisation
La ligne est équipée d'une signalisation nommée Block automatique de ligne dérivée de la signalisation ferroviaire suisse et assurée par un système automatique lumineux à cantons fixes, développé, fournie et entretenue, en partenariat avec les TL, par Mauerhofer & Zuber (MZ). Le contrôle de la marche des trains est assuré de manière discontinue et provoque l'arrêt des trains en cas d'anomalies. Les aspects communs avec la signalisation nationale ne sont pas évoqués ou le sont de façon succincte ici.
On retrouve trois types de signaux, : les signaux principaux, spécifiques à la ligne, les signaux de manœuvre et les signaux nains, dont le fonctionnement de ces deux derniers — les signaux nains sont visibles uniquement en gare de Renens —, est identique à ceux du réseau national. Il est de même pour le signal indiquant qu'un passage à niveau a ses barrières fermées (feu orange clignotant allumé), ou les signaux de sectionnement électrique.
Ci-dessous, une présentation des signaux principaux et de leur signification :
| Signal                                                           | Signal protégeant un passage à niveau | Signification (Note : Le signaux bi-blocs sont ceux protégeant exclusivement un passage à niveau) |
| ---------------------------------------------------------------- | --- | --- |
| Arrêt.                                                           | Arrêt. Signal protégeant aussi un passage à niveau. · Signal d'arrêt protégeant exclusivement un passage à niveau. | Arrêt : Les trains doivent s'arrêter devant ce signal. |
| Arrêt avec possibilité de création d'itinéraires.                | Arrêt avec possibilité de création d'itinéraires. Signal protégeant aussi un passage à niveau. | Arrêt avec création d'itinéraire possible : Les trains doivent s'arrêter devant ce signal, le triangle annonce un passage prochain à l'image voie libre. Un signal affichant exclusivement un triangle jaune existe aussi mais n'a pas de lien avec le signal précédent, car il concerne le récepteur d'impulsions THF lors d'itinéraires de manœuvre.                                           |
| Voie libre.                                                      | Voie libre. Signal protégeant aussi un passage à niveau. · Signal de voie libre, sur un signal protégeant exclusivement un passage à niveau.                                                                          | Voie libre : Circulation à la vitesse maximale indiquée par la signalisation de vitesse. |
| Voie occupée d'ici à l'aiguille d'entrée de la station suivante. | | Voie occupée : Certains signaux peuvent afficher ce 4e aspect. Le train peut avancer, mais va rencontrer un obstacle à l'aiguille d'entrée de la prochaine station. |
|                                                                  | Signal d'arrêt protégeant aussi un passage à niveau, indiquant que l'installation est en dérangement. · Signal d'arrêt protégeant exclusivement un passage à niveau, indiquant que l'installation est en dérangement. | Signal complémentaire : - Il s'agit d'une transposition du signal auxiliaire, utilisée sur le M1 uniquement lorsqu'un passage à niveau est en dérangement, c'est-à-dire en panne. - Le feu affiche un signal d'arrêt clignotant invitant le conducteur à franchir l'installation avec prudence. - Dans le cas d'un dérangement des barrières du passage à niveau, un gyrophare rouge est allumé. |

Le signal principal peut être accompagné d'autres signaux comme un tableau lumineux indicateur de direction, placé en dessous, qui affiche alors une lettre blanche (par exemple, la lettre D si la rame va être dirigée vers le dépôt).
La vitesse maximale des rames est régulée selon les tronçons par des panneaux indicateurs.
| Image                                                                                                   | Signification |
| --- | --- |
| Limite de vitesse à ne pas franchir.                                                                    | Dès franchissement de ce signal, le conducteur doit respecter la vitesse (en km/h) indiquée. La limitation est valable jusqu'au signal ou station suivante.             |
| Limite de vitesse à ne pas franchir pour convois soumis à restrictions.                                 | Début de limite de vitesse pour les convois soumis à restrictions. |
| Limite de vitesse à ne pas franchir si franchissement d'une aiguille en position déviée (ici à droite). | Dès franchissement de ce signal, le conducteur doit respecter la vitesse (en km/h) indiquée si une aiguille est franchie en position déviée selon le sens de la flèche. |
| Fin de limite de vitesse pour convois soumis à restrictions.                                            | Fin de limite de vitesse pour les convois soumis à restrictions. |

Enfin, il existe une signalisation concernant l'éclairage du compartiment voyageurs, généralement placée en lien avec les tunnels et passages souterrains de la ligne.
| Image                                                       | Signification                                        |
| ----------------------------------------------------------- | ---------------------------------------------------- |
| Obligation d'allumer l'éclairage du compartiment voyageurs  | Allumage de l'éclairage du compartiment voyageurs.   |
| Obligation d'éteindre l'éclairage du compartiment voyageurs | Extinction de l'éclairage du compartiment voyageurs. |

### Passages à niveau

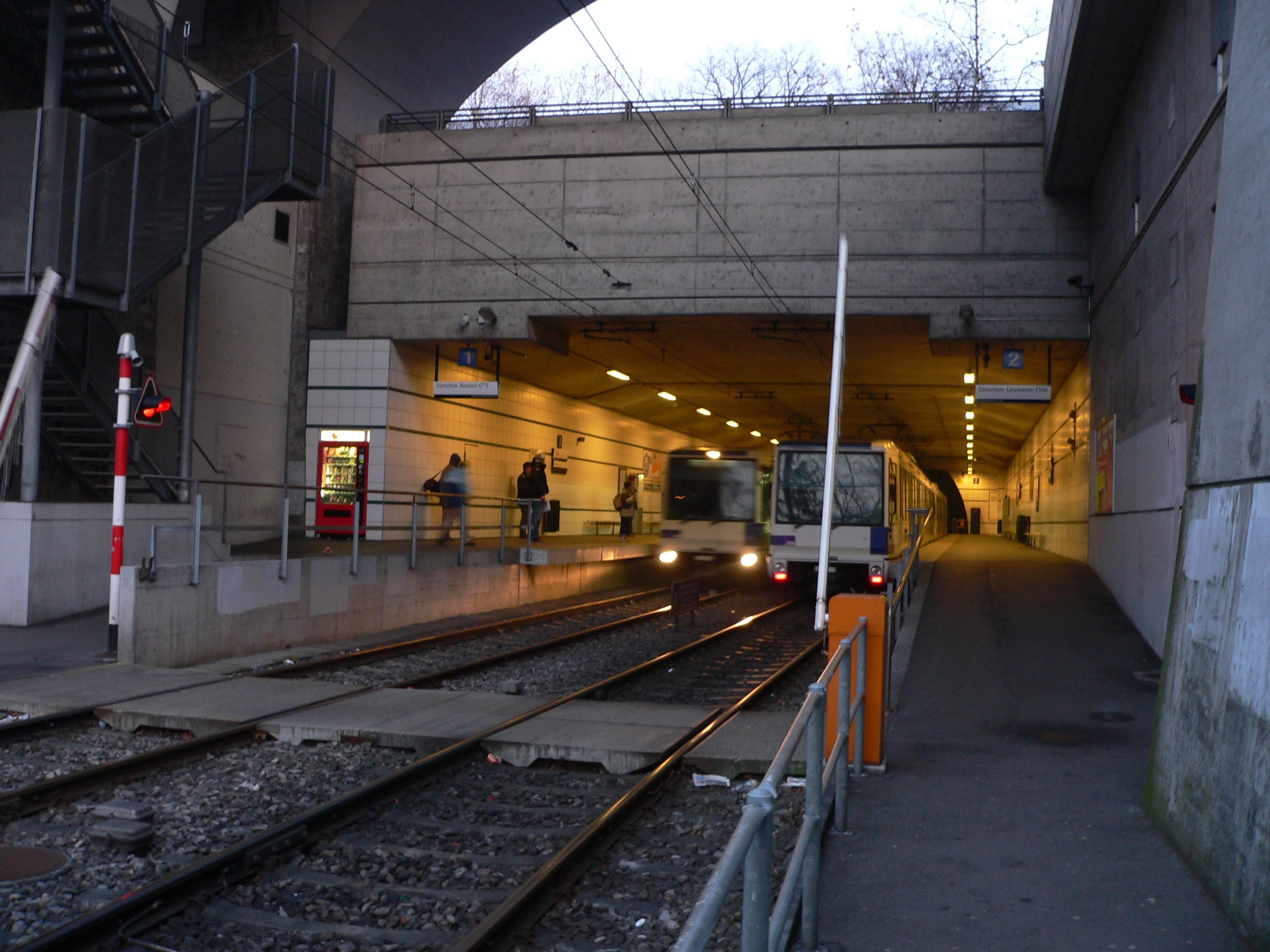
Un passage à niveau piétonnier, ici à la station Vigie.

La ligne possède, depuis 2013, 19 passages à niveau (PN) dont la plupart sont protégés par des barrières automatiques et dont cinq sont à usage piétonnier exclusivement ; la réglementation en vigueur ne diffère pas de celle du réseau ferré suisse. Trois PN ne sont pas protégés par des barrières automatiques : le PN nommé « Entretien UNIL » possède des barrières manuelles verrouillées par un cadenas, celui de la centrale de chauffe ne possède que des feux rouges clignotants et celui de la station de pompage est protégé par des chicanes mobiles. Jusqu'en 2013 la ligne comptait un vingtième PN, piétonnier, à la station EPFL remplacé par une passerelle piétonne.

### Matériel roulant

#### Automotrices

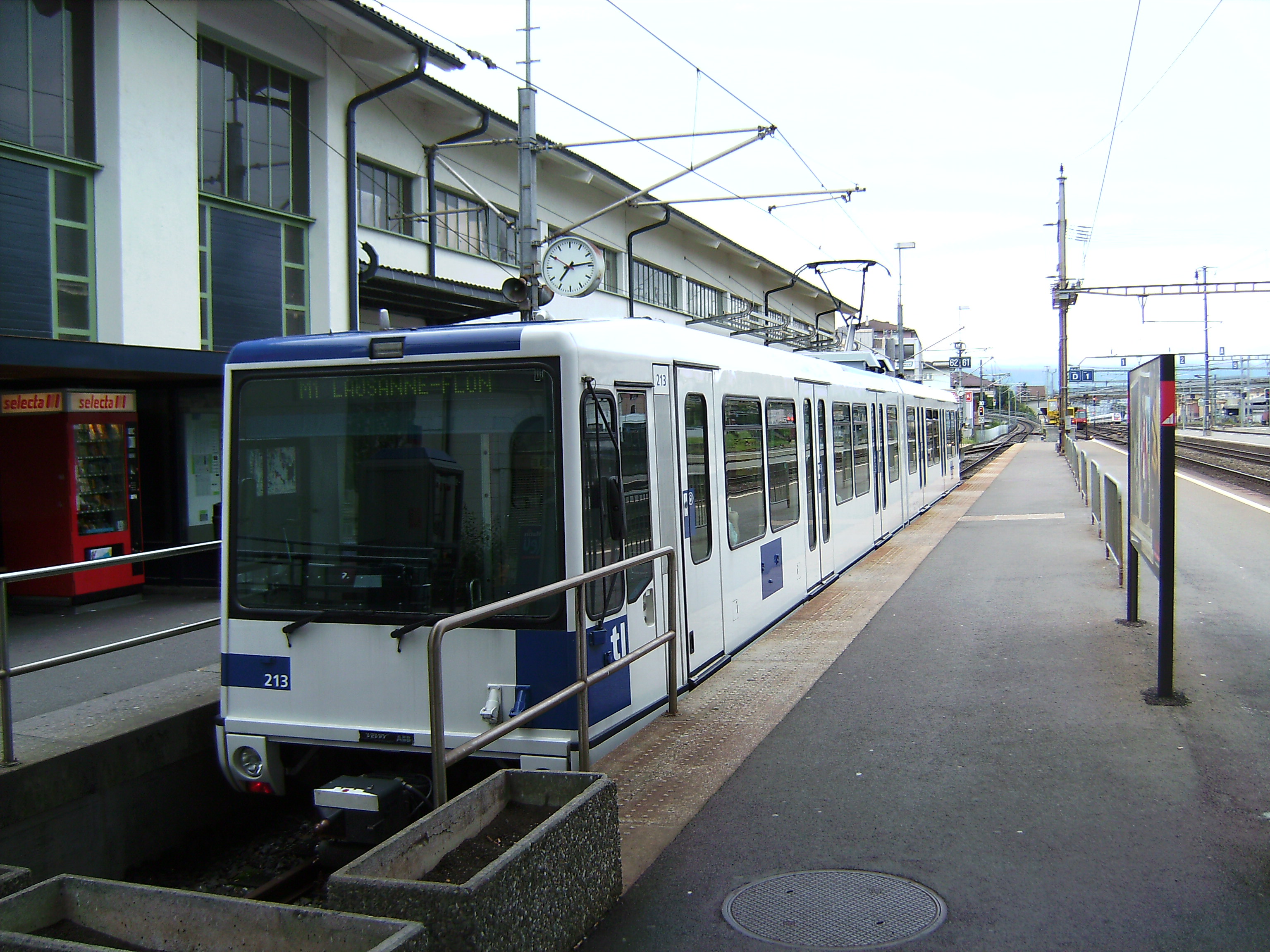
Bem 4/6 558 213-5 en gare de Renens.

L'exploitation de la ligne de métro M1 est assurée par des automotrices bi-mode électriques et diesel-électriques. Ce sont des rames de type Bem 4/6. Elles peuvent contenir jusqu'à 66 places assises et 246 places debout. Ceci étant insuffisant aux heures chargées, les rames sont alors couplées en compositions à unités multiples.
Douze automotrices numérotées 201 à 212 sont fabriquées entre 1988 et 1991 par le consortium de constructeurs suisses des Ateliers de constructions mécaniques de Vevey et ABB. Elles sont livrées pour l'inauguration de la ligne en 1991,. Par la suite, afin de renforcer le service aux heures chargées, cinq autres automotrices numérotées 213 à 217 sont livrées en 1995.
De 2013 à 2015, cinq nouvelles rames de type Be 4/6 numérotées 218 à 222, construites par un partenariat entre Bombardier et les TL, rejoignent la flotte. La principale différence entre les deux matériels est l'absence, sur le second, de moteur thermique.

#### Véhicules de service
- Véhicules en usage :

Différents véhicules de service sont utilisés lors de travaux de réfections sur la ligne. Pour tous les véhicules, la première renumérotation en numéros à 6 chiffres a lieu en 1994 et la seconde a lieu en 1999.
Avec un rayon minimum des courbes de 80 m, certaines courbes de la ligne sont serrées pour que les wagons de services puissent circuler tampons contre tampons, une longue barre de métal est alors parfois fixée au crochet de l'attelage afin de faciliter la manœuvre.
Il y a notamment un locotracteur Tm 2/2 001 à moteur diesel. Il est utilisé pour tirer les wagons de service et assurer les services de manœuvre. Son attelage à crochet n'est pas compatible avec celui des automotrices Bem 4/6. Il a originellement été numéroté 6101 puis 238 291-9 avant d'avoir son numéro actuel 001. Il a été construit en 1977 par la Compagnie de chemins de fer départementaux. Ce locotracteur a une tare de 40,0 t et dispose d'une puissance de 260 kW pour une vitesse maximale de 60 km/h. Il est d'abord mis en service à la SNCF avant d'être acquis en 1989 par la société du TSOL. Sa longueur totale mesure 8 690 mm et son empattement 3 850 mm. Il est pourvu de freins à main et à air comprimé.
Le X 008 est un wagon d'usage général. Il a notamment été utilisé pour porter les rouleaux de cuivre lors de la pose de la ligne de contact. Il est construit pour le TSOL en 1989 dans les ateliers CFF d'Yverdon-les-Bains sur la base du wagon Gms 21 85 137 3857-3 qui datait de 1918. Il est alors numéroté X 6202. Il a une tare de 8,7 t et supporte une charge de 20,0 t. Sa longueur totale mesure 9 830 mm et son empattement 5 500 mm. Il est pourvu de freins à main et à air comprimé.
Le Fcs007 est un wagon-trémie utilisé pour transporter le ballast. Il a été construit en 1965 par SWP (de) et numéroté O 77602. Il était originellement prévu pour transporter du charbon. Aussi, lors de son acquisition par le TSOL en 1994, ce wagon renuméroté alors Fcs 01 85 645 0 301-1 puis X 6205 est adapté au transport du ballast. Pour cela, la hauteur de ses parois est réduite de 1 mètre. Il a une tare de 11,0 t et supporte une charge de 27,0 t. Sa longueur totale mesure 10 340 mm et son empattement 6 500 mm. Il est pourvu de freins à main et à air comprimé.
Le X 003 est un wagon-grue. Il a notamment été utilisé pour la pose des poteaux la ligne de la caténaire en 1990. Il est construit pour le TSOL en 1989 dans les ateliers CFF d'Yverdon-les-Bains sur la base du wagon Gms 42 85 137 2215-7 qui datait de 1913. Il est alors numéroté X 6201. Il a une tare de 14,6 t et sa grue est capable de fournir un effort de 40 kN. Sa longueur totale mesure 9 830 mm et son empattement 5 000 mm. Il est pourvu de freins à main et à air comprimé. Seul ce dernier wagon dispose d'un attelage automatique compatible avec les automotrices Bem 4/6. Ainsi, lorsque le locotracteur Tm 2/2 001 manœuvre ces dernières, le wagon X 003 est intercalé.

Les véhicules de service
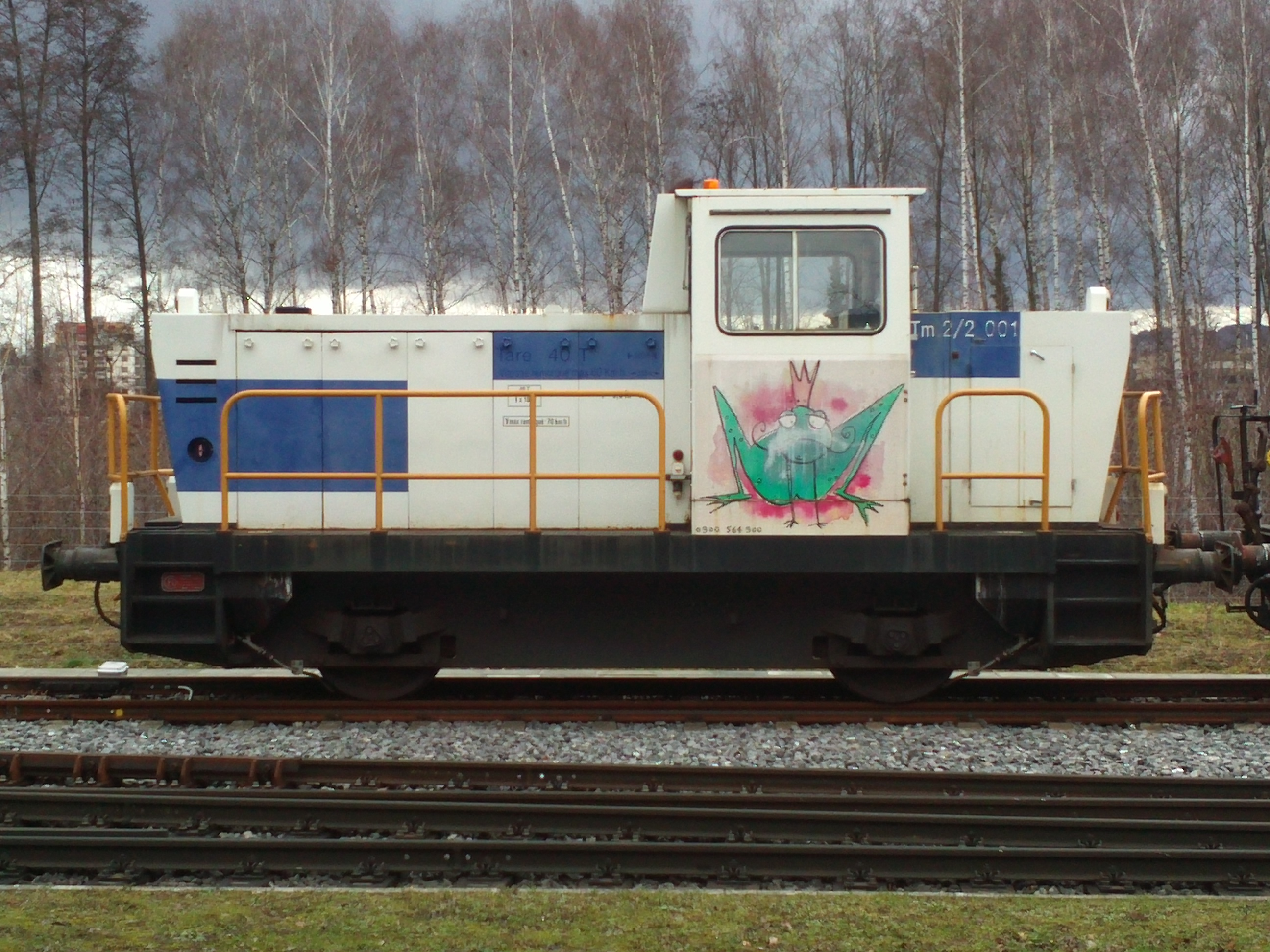
Locotracteur Tm 2/2 001.
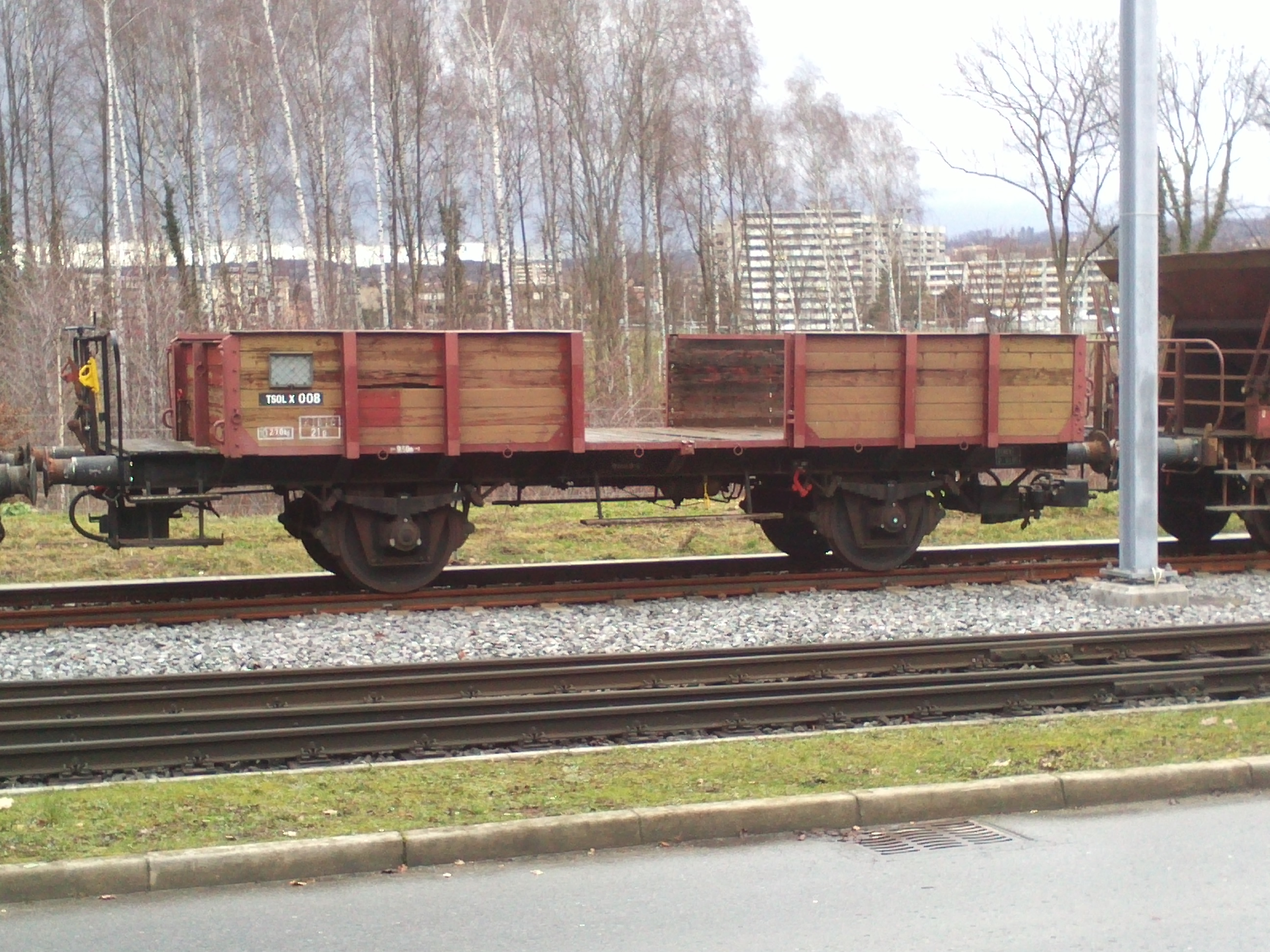
Wagon X 008.
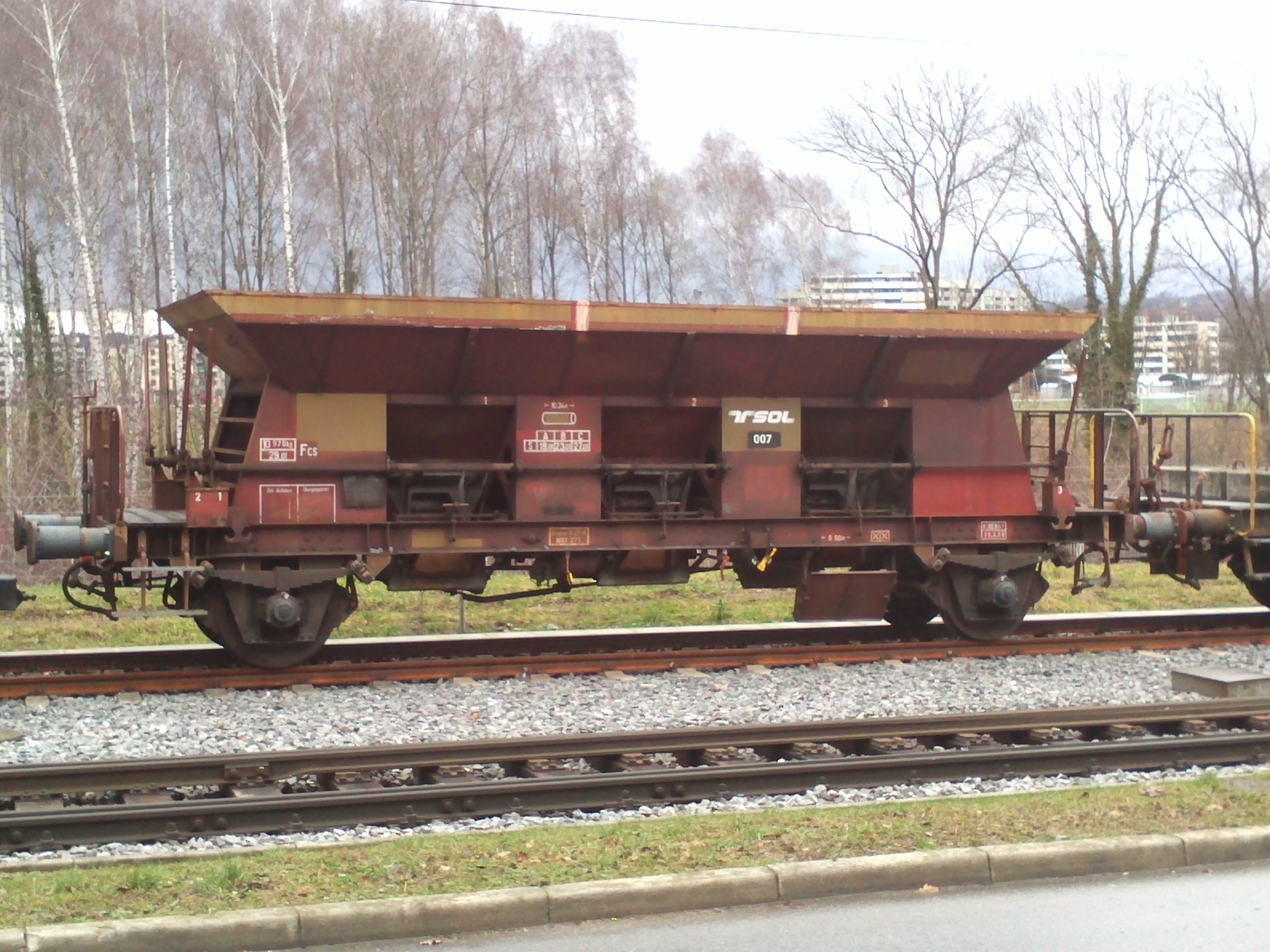
Wagon-trémie Fcs 007.
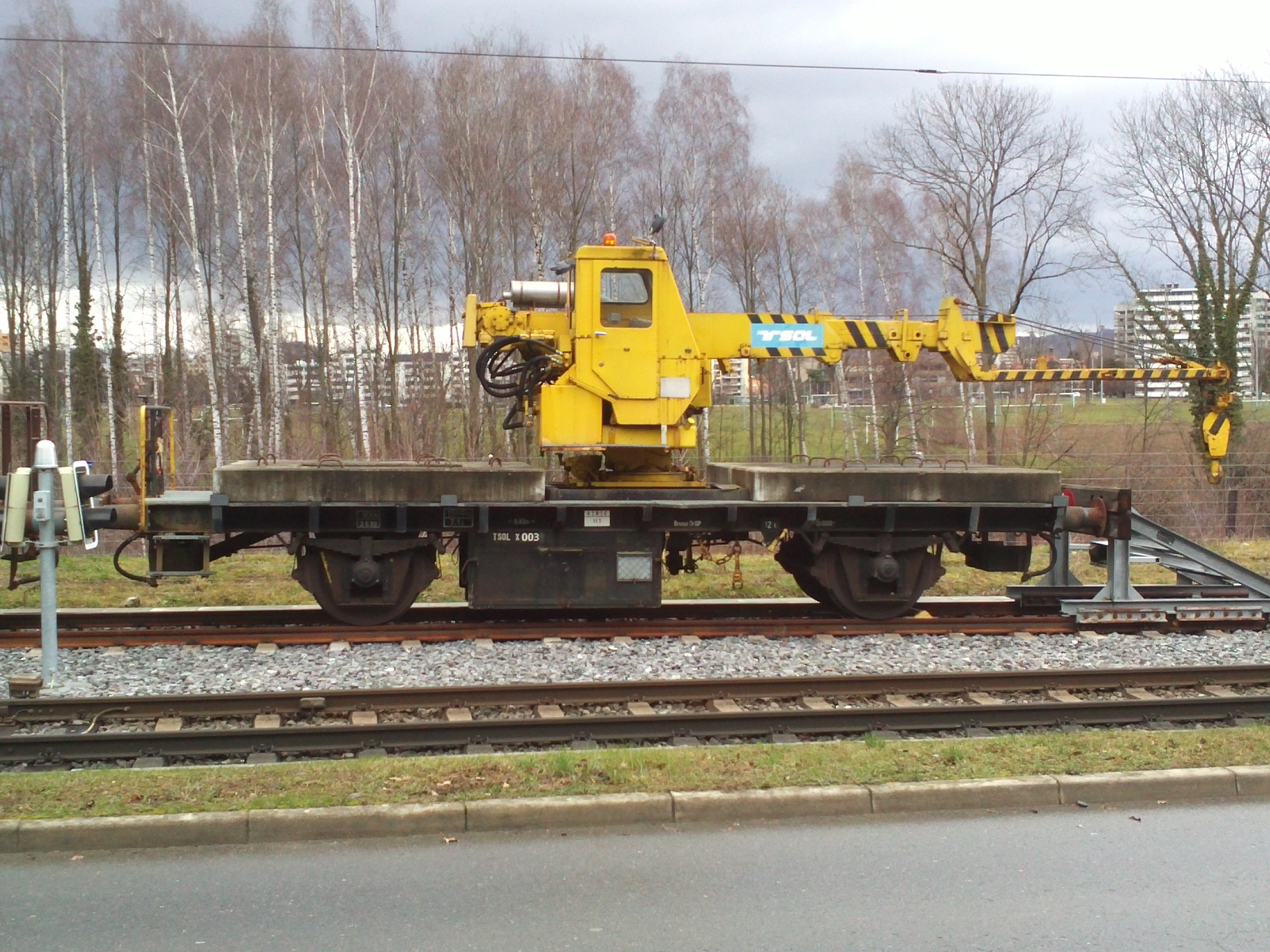
Wagon-grue X 003.

- Autres véhicules :

D'autres véhicules de services ont été utilisés par la compagnie. Il y a notamment le wagon plat X 6204 qui était prévu pour porter une benne de camion. Il a été acquis en 1990 par le TSOL et a été utilisé pour le transport du ballast. Un second est le wagon couvert X 6203 qui a été construit en 1899 pour le chemin de fer du Gothard et était numéroté K2d 2708. Il a ensuite été repris par les CFF en 1909 qui le renumérote K 40507, puis le modernise et le renumérote à deux reprises : K2 35551 et Gklm-v 42 85 114 4 809-7 avant que le TSOL en fasse l'acquisition en 1990. Après renumérotation, le wagon X 006 est vendu en 2003 aux TMR.
Un autre véhicule moteur est le Xm 1/2 6102 puis renuméroté Xm 1/2 098 292. Ce véhicule est utilisé pour l'entretien de la caténaire. Il est construit en 1957 à Munich pour la Deutsche Bahn où il est numéroté Klv 61-9127. Ce véhicule a une tare de 8,0 t et une puissance de 38 kW pour une vitesse maximale de 50 km/h. Sa longueur totale mesure 5 000 mm et son empattement 2 900 mm. Il est équipé de frein à main et à pied.

### Bus relais
En cas de panne, des navettes de substitution de bus « métrobus » assurent un service le long de la ligne de métro, au plus près des stations, sur tout ou partie de l'itinéraire.
Ils ont notamment été mis en place lors de l'incendie d'août 2014 ayant entraîné plusieurs semaines de fermeture de la ligne.

### Tarification
La ligne M1 est située sur les zones 11 et 12 de la communauté tarifaire Mobilis Vaud. La tarification est identique à celle des autres lignes des transports publics de la région lausannoise et du canton de Vaud en général, un billet unitaire une zone plein tarif coûte 3 CHF, 3,70 CHF pour deux zones.

### Trafic
Les prévisions de trafic établies en 1985 prévoyaient de 6,5 à 8,8 millions de voyageurs annuels selon les hypothèses. Durant la première année de service, la ligne a transporté 7,4 millions de voyageurs, chiffre quasi-égal à l'hypothèse de référence (7,5 millions) de l'étude précédemment citée, contre seulement 3,55 (dont 0,20 pour les bus spéciaux universitaires) pour les lignes de bus qui desservaient le secteur en 1984, montrant le succès immédiat de la ligne,,. Ce doublement de la fréquentation n'est pas uniquement lié à la mise en service du TSOL, mais aussi au développement du campus.
Le TSOL a permis d'augmenter sensiblement l'usage des transports en commun pour se rendre sur le campus (43 % en 1990, près de 50 % en 1992). La croissance du trafic s'effectue à un rythme soutenu, et participe à la hausse de l'utilisation des transports dans l'agglomération lausannoise, passant de 7,4 à 9,8 millions en dix ans.
Une enquête de satisfaction menée durant l'hiver 1997/1998 montre que les utilisateurs sont globalement satisfaits de la ligne, 9 sur 10 le sont pour la fréquence de 5 minutes en heures de pointe, tandis que les critiques portent essentiellement sur la capacité des rames durant cette même tranche horaire ou sur l'offre nocturne et dominicale jugée insuffisante.
| Année                              | 1991 | 1992 | 1995 | 2000 | 2008   | 2009   | 2010   | 2011   | 2012   | 2013   | 2014   | 2015   | 2016   | 2017   | 2018   | 2019   | 2020  | 2021   | 2022   |
| Nombre de voyageurs (en millions), | 7,4  | 8,2  | 8,3  | 9,8  | 10,296 | 11,472 | 11,712 | 12,056 | 13,467 | 13,229 | 12,453 | 12,871 | 13,138 | 13,445 | 13,896 | 14,422 | 8,807 | 10,156 | 13,900 |

En 1991, la fréquentation journalière était de 27 700 voyageurs, en 2000 elle était de 36 900. En période scolaire, 50 % des usagers sont des étudiants des hautes écoles.

## Avenir
La ligne, saturée et qui arrivera à sa capacité maximale en 2018 à savoir 22 rames et une fréquence maximale de 5 minutes tandis qu'elle peut encore atteindre une fréquentation annuelle de près de 16 millions (contre 13,4 en 2017), doit subir une restructuration lourde à l'horizon 2030, date de fin de vie du matériel roulant actuel. La ligne est notamment pénalisée par son trajet en voie unique et ses nombreux passages à niveau.
En 2016, des députés du district de l'Ouest lausannois ont réclamé six mesures d'urgence au Grand Conseil du canton de Vaud pour l'avenir de la ligne :
- Une refonte des infrastructures et de la façon d’exploiter la ligne ;
- Une refonte des carrefours du Pontet et de la Bourdonnette afin de fluidifier la circulation automobile ;
- La suppression des passages à niveau de la ligne sauf impossibilité ;
- Une augmentation de l'amplitude horaire de la ligne jusqu'à 1 h du matin ;
- La création d'un mur antibruit entre les stations EPFL et Bassenges ;
- La réalisation de la branche vers Morges, les députés suggérant de le faire depuis la station Bourdonnette via la route du Lac.

Dans le cadre du projet Axes forts, la ligne verra sa fréquence en heures creuses et sa capacité augmenter.
Une première vague d'amélioration de l'offre est mise en place le 10 décembre 2017, avec une hausse de l'offre kilométrique de près de 30 %, grâce à l'extension de l'horaire cadencé à 5 minutes durant l'heure de pointe du matin et à l'augmentation de la fréquence en heures creuses, hors période universitaire et les week-ends et jours fériés, :
| Période                                                       | Avant        | Après   |
| ------------------------------------------------------------- | ------------ | ------- |
| Heures creuses et hors période universitaire toute la journée | 7,5 à 10 min | 7,5 min |
| Samedi (en journée)                                           | 12 min       | 10 min  |
| Samedi (en soirée)                                            | 15 min       | 12 min  |
| Dimanches et fêtes (le matin)                                 | 20 min       | 15 min  |
| Dimanches et fêtes (en soirée)                                | 15 min       | 12 min  |

D'autres changements interviendront à l'été 2018 : En heures de pointe, tous les services seront assurés en unité double à raison d'une fréquence de 5 min et l'horaire sera amélioré les vendredis et samedis soir entre 0 h 15 et 0 h 45 afin de coïncider avec les horaires de la ligne M2,.

### Ouvrage technique
- [ALLE95] Roger Kaller et Jean-Marc Allenbach, Traction électrique, vol. 2, Lausanne, Presses polytechniques et universitaires romandes, coll. « Électricité », 1995, 412 p. (ISBN 2-88074-275-7)

### Encyclopédies spécialisées
- [DEHA97] Michel Dehanne, Michel Grandguillaume, Gérald Hadorn, Sébastien Jarne, Jean-Louis Rochaix et Annette Rochaix, Voies normales privées du Pays de Vaud, Lausanne, BVA, 1997 (ISBN 2-88125-010-6)
- [ROCH00] Michel Dehanne, Michel Grandguillaume, Gérald Hadorn, Sébastien Jarne, Anette Rochaix et Jean-Louis Rochaix, Chemins de fer privés vaudois 1873 - 2000, Belmont, La Raillère (anciennement BVA), 2000 (ISBN 978-2-88125-011-8)
- [ROCH09] Jean-Louis Rochaix, Sébastien Jarne, Gérald Hadorn, Michel Grandguillaume, Michel Dehanne et Anette Rochaix, Chemins de fer privés vaudois 2000 - 2009 : 10 ans de modernisation, Belmont, La Raillère, 2009, 420 p. (ISBN 978-2-88125-012-5)

### Bilan
- [BOVY01] Philippe Bovy et J-L Demierre, Du TSOL : Métro-Ouest 1991 au M1 de l’an 2000, Lausanne, Transports publics de la région lausannoise SA, juillet 2001, 36 p. (lire en ligne)